# Kredo (film)
Kredo (ang. Credo lub The Devil's Curse) – filmowy horror z 2008 roku. Fabularny debiut Toni Harman, brytyjskiej dokumentalistki i autorki programów telewizyjnych oraz filmów krótkometrażowych.
W Polsce premiera filmu odbyła się w piątek, 21 listopada 2008 roku na antenie stacji telewizyjnej HBO.

## Opis fabuły
Budynek umiejscowiony w centrum Londynu uznawany jest za miejsce przeklęte. Niegdyś służył jako college, od sześciu lat jest jednak zamknięty, ponieważ dokładnie sześć lat temu znaleziono w nim czwórkę martwych studentów teologii, którzy potencjalnie popełnili grupowe samobójstwo. Teraz zostaje w nim uwięziona grupka pięciorga przyjaciół: Alice, Jazz, Timmy, Jock i Scott. Młodzi ludzie przekonają się, dlaczego opuszczony budynek cieszy się złą sławą.

## Obsada
- MyAnna Buring – Alice
- Mark Joseph – Scott
- Clayton Watson – Jock
- Nathalie Pownall – Timmy
- Rhea Bailey – Jazz
- Colin Salmon – dr. Reynolds
- Stephen Gately – Simon
- Chris Jamba – Seth
- Victoria Hanlin – Eilleen
- Philip Delancy – ojciec Alice